# Зарафшон (Кушониёнский район)
Зарафшон (тадж. Зарафшон; до 2012 года — Таджик Батальон) — село в Кушониёнском районе Хатлонской области Республики Таджикистан. Входит в состав джамоата (сельской общины) Сарвати Истиклол Кушониёнского района.
Находится на расстоянии 19 км от райцентра (пгт. им. Исмоила Сомони) и 7 км от центра общины (с. им. Сироджа Фаттоева).
Население — 1952 чел. (2017).